# Keglevich-kastély (Lobor)
A Keglevich-kastély egy 17. századi főúri kastély Horvátországban, az Ivaneci-hegység déli lábánál fekvő Loborhoz tartozó Markušbrijeg településen.

## Fekvése
Lobor központjától 4 km-re délre, a Lobort Zlatarral összekötő út keleti oldalán található.

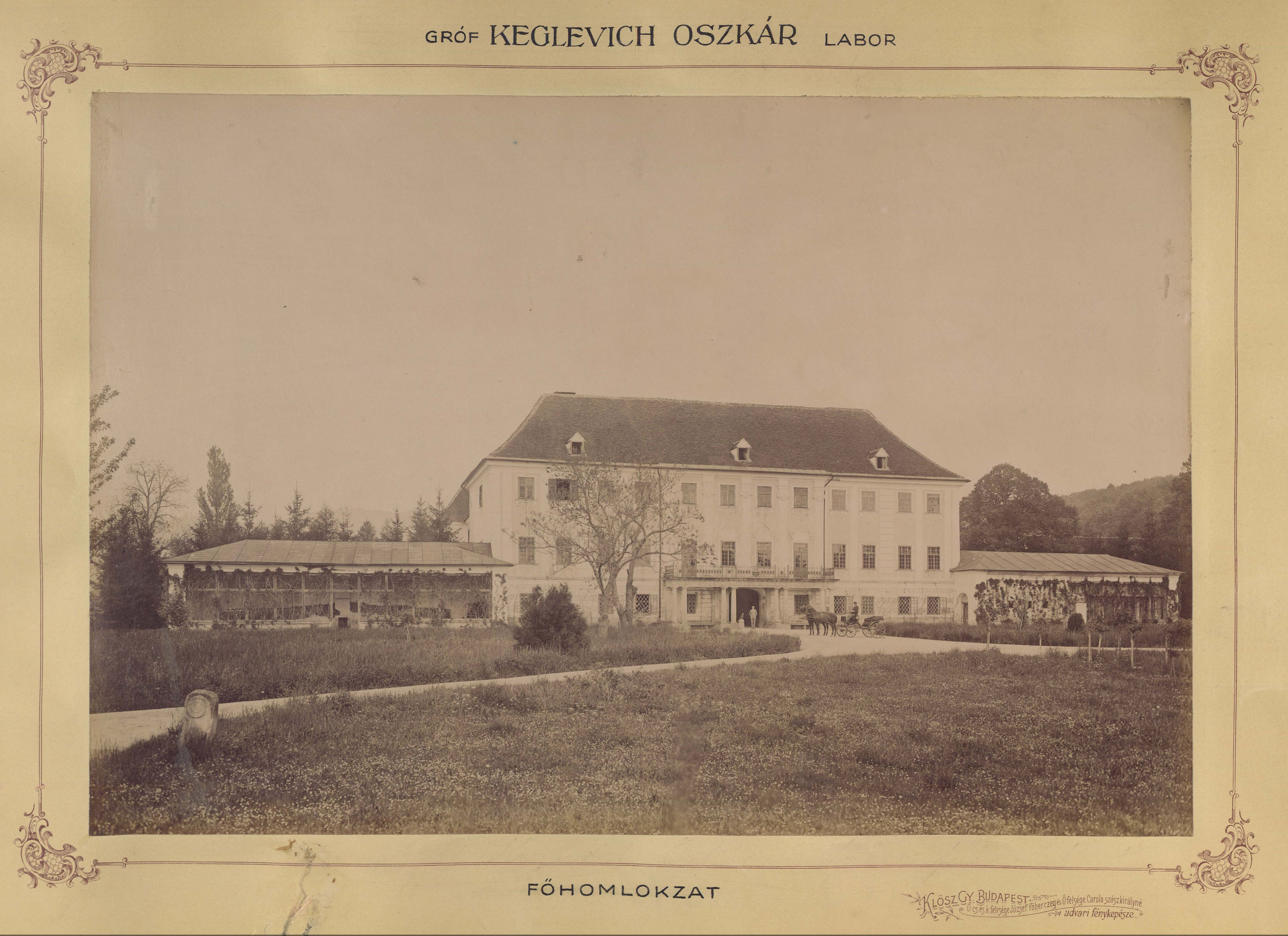
A kastély a 19. század végén

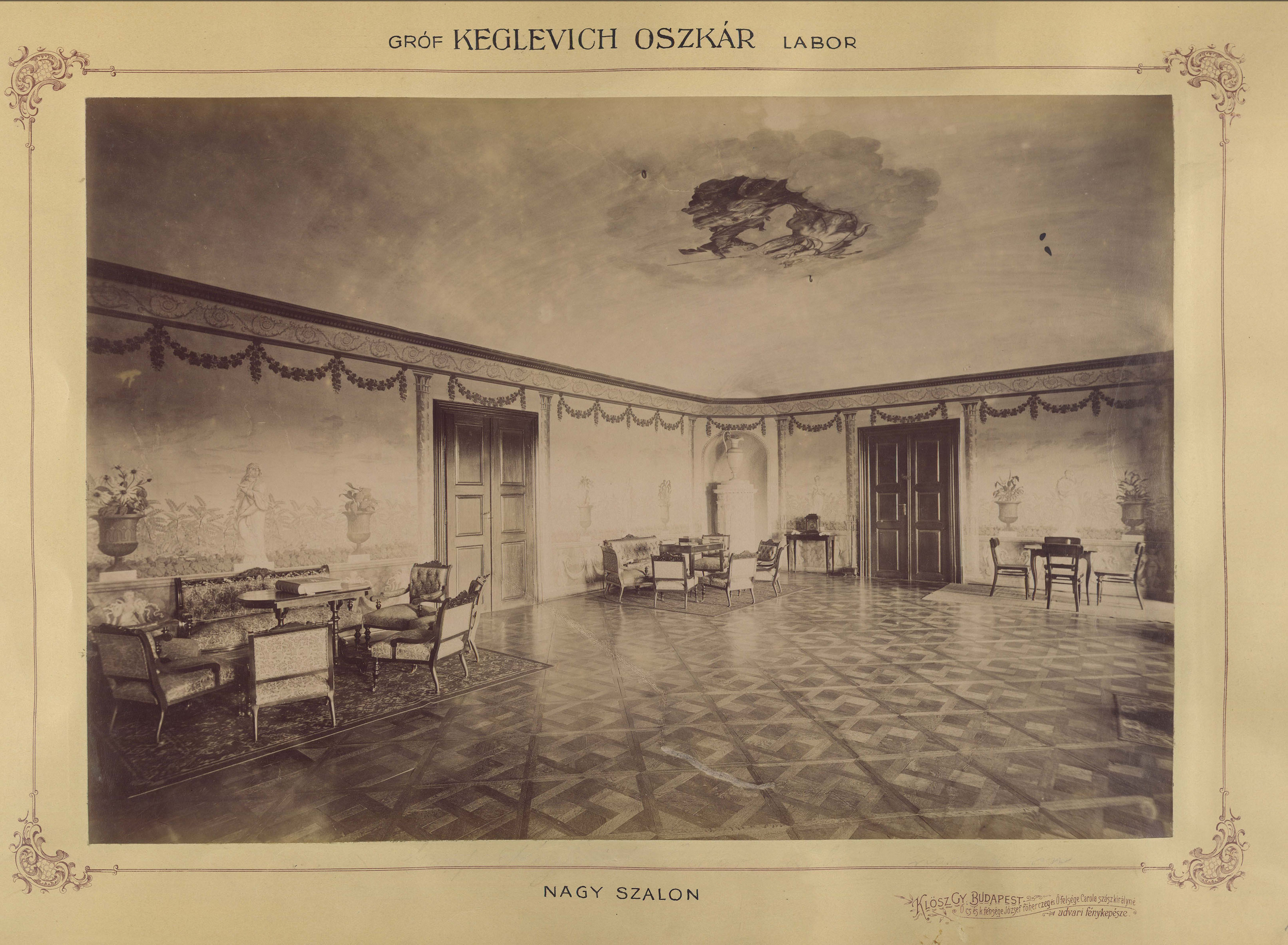
A kastély belseje a 19. század végén

## Története
A kastélyt a 17. század elején, Lobor várának elhagyása után építtette a Keglevich család korabarokk stílusban. Legrégibb része az északi szárny. A déli és a nyugati szárnyat a 18. században építették hozzá. 1905-ben a család utolsó sarja Keglevich Oszkár gróf Schlenger Móric kereskedőnek adta el. Ő maga Zágrábba költözött és ott halt meg. Az új tulajdonos a lobori birtokot felparcelláztatta és a környék parasztjainak értékesítette. 1921-ben orosz menekült orvosok éltek benne, ekkor egy ideig kórházként is működött, majd ezután üres volt. Ekkor tulajdonosa le akarta bontatni és építőanyagát eladni, de nem talált rá vevőt. Az állam szintén érdeklődést mutatott iránta egy csendőrlaktanya számára, de túl drágának találta. A kastélyt 1935-ben dr Janko Pajas vásárolta meg aki felújíttatta és szociális intézményt alapított itt. A második világháború idején fogoly nőket és gyermeket tartottak benne. Végül a világháború után állami tulajdonba került. Ma szociális otthon működik benne. 

## Mai állapota
A Keglevich-kastély egy nagyméretű, kétemeletes, belső udvaros, reprezentatív kora barokk épület négy épületszárnnyal. A 17. századtól ez volt a család birtokainak központja. A család általában itt lakott, és csak a telek egy részét töltötte bécsi házában.  Legértékesebb része a keleti szárnyban található Szentháromság tiszteletére szentelt kastélykápolna. Falain mitológiai jeleneteket ábrázoló falfestmények láthatók. A kastélyban ma idősek és fogyatékosok számára fenntartott szociális otthon működik. Összehasonlítva más horvát kastélyokkal az épület viszonylag jó állapotban van.